# Лебедёвка (Еткульский район)
Лебедёвка — село, административный центр Лебедёвского сельского поселения Еткульского района Челябинской области.

## История
Основана после 1873 года как монашеская статья (усадьба). Переименована до 1916 года в хутор Лебедев по первопоселенцу, крестьянину Ф. Л. Лебедеву, записавшемуся в 1736 г. из Хлыновской провинции (Вятка) в казаки Миасской крепости. Население 500 человек (1997), 609 человек (2010) .

## Население
| 2002 | 2010 |
| ---- | ---- |
| 553  | ↗609 |

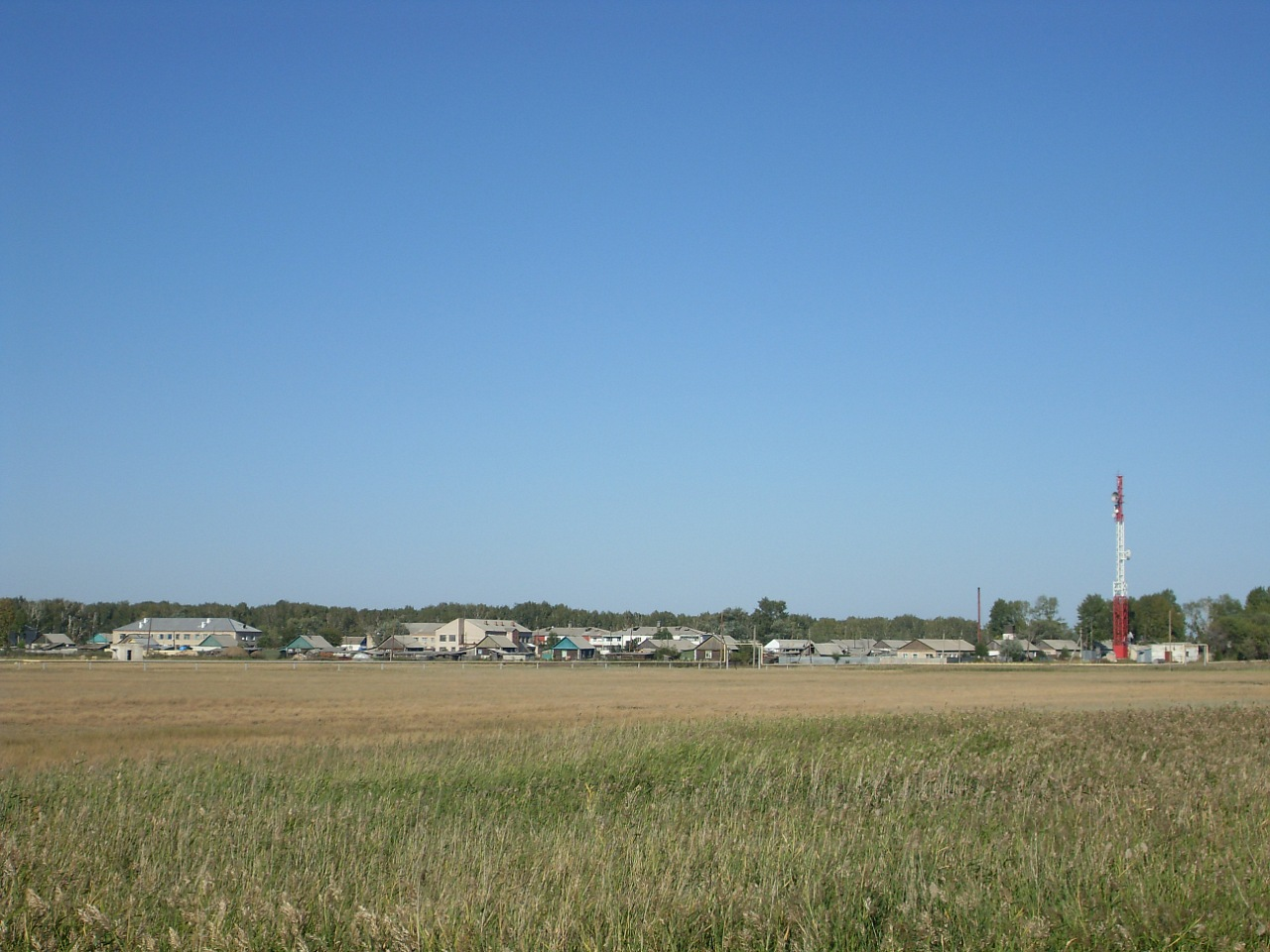
Северная часть Лебедёвки
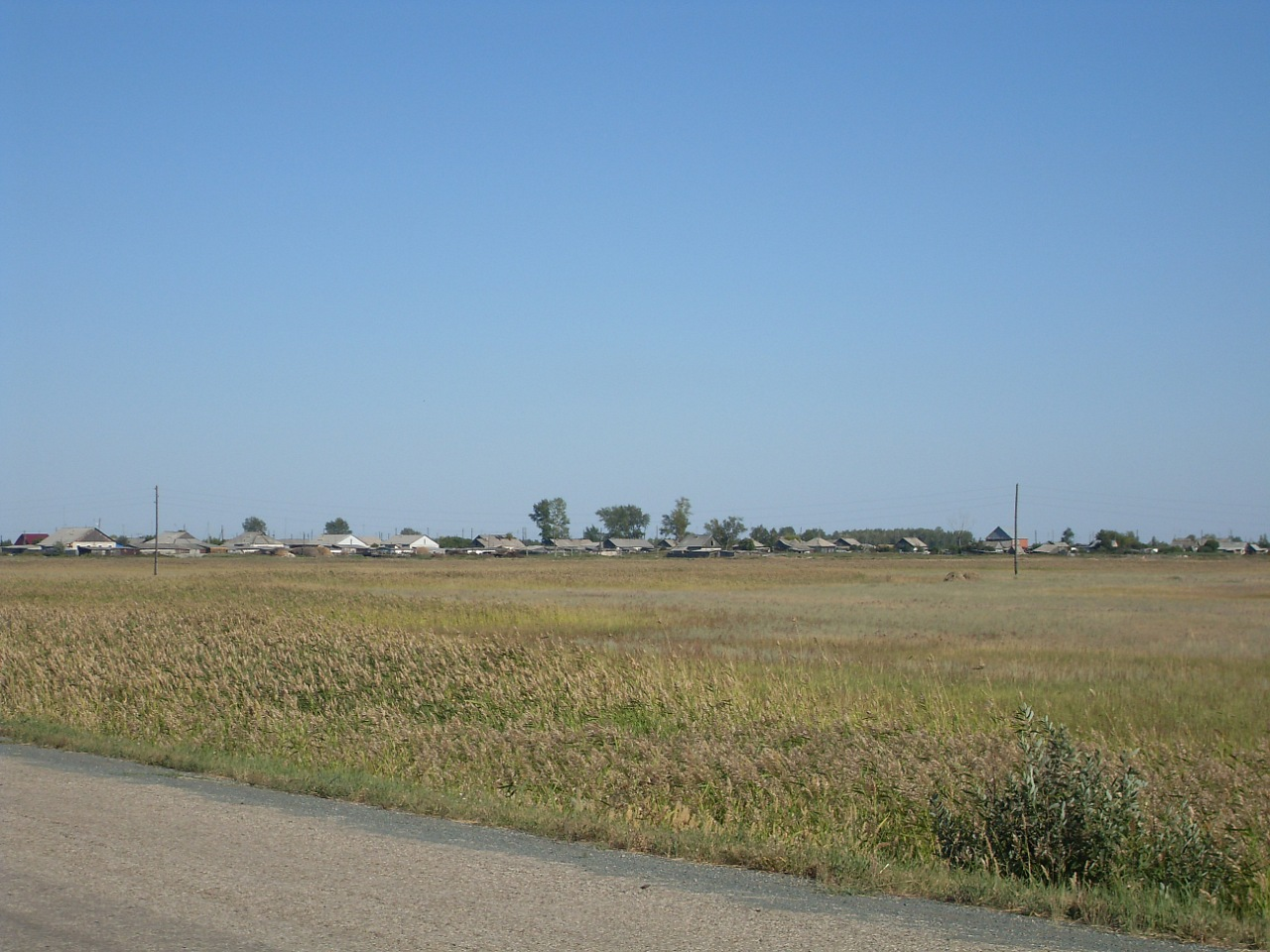
Южная часть села
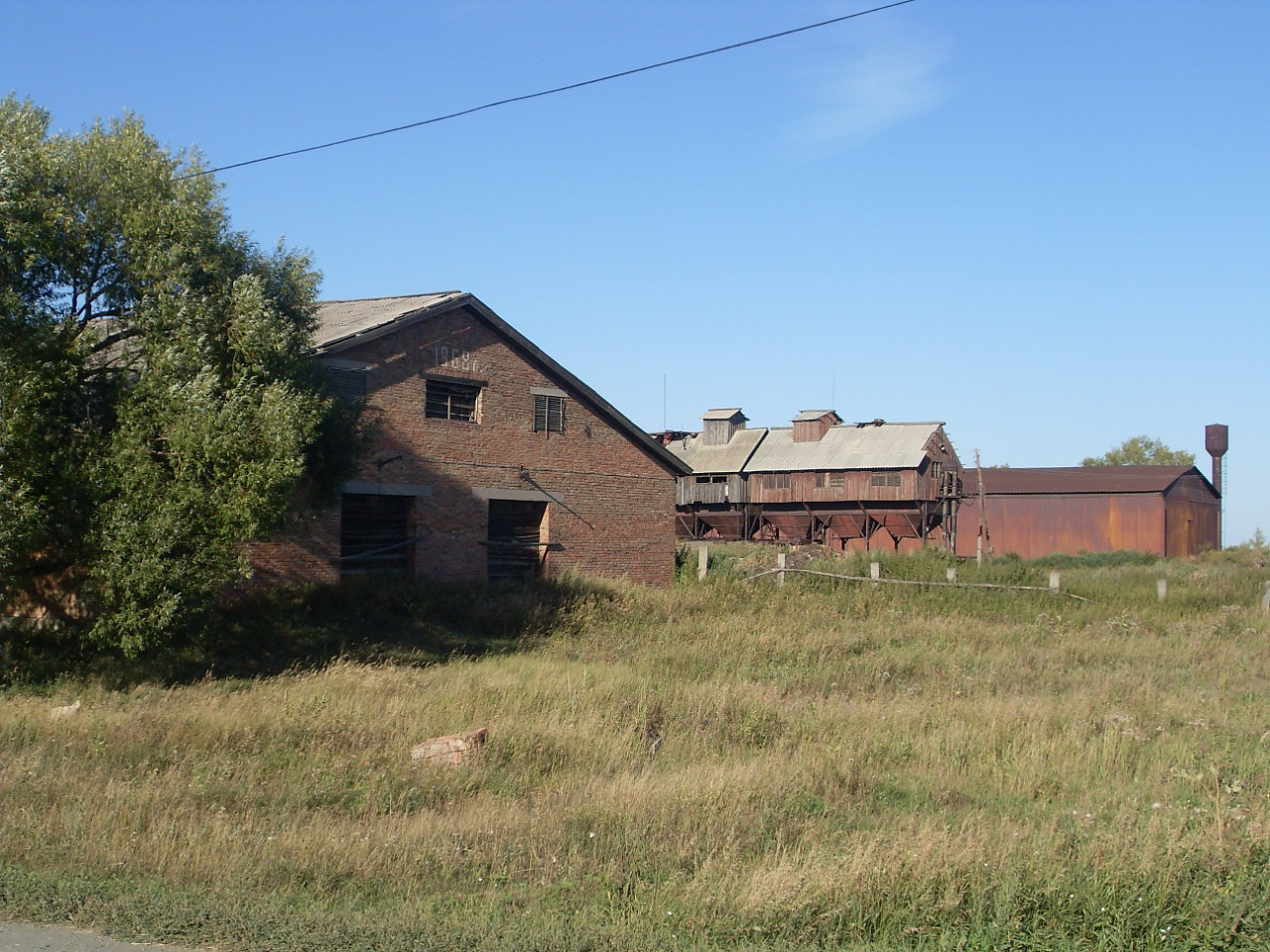
Зерносушильный комплекс и склады
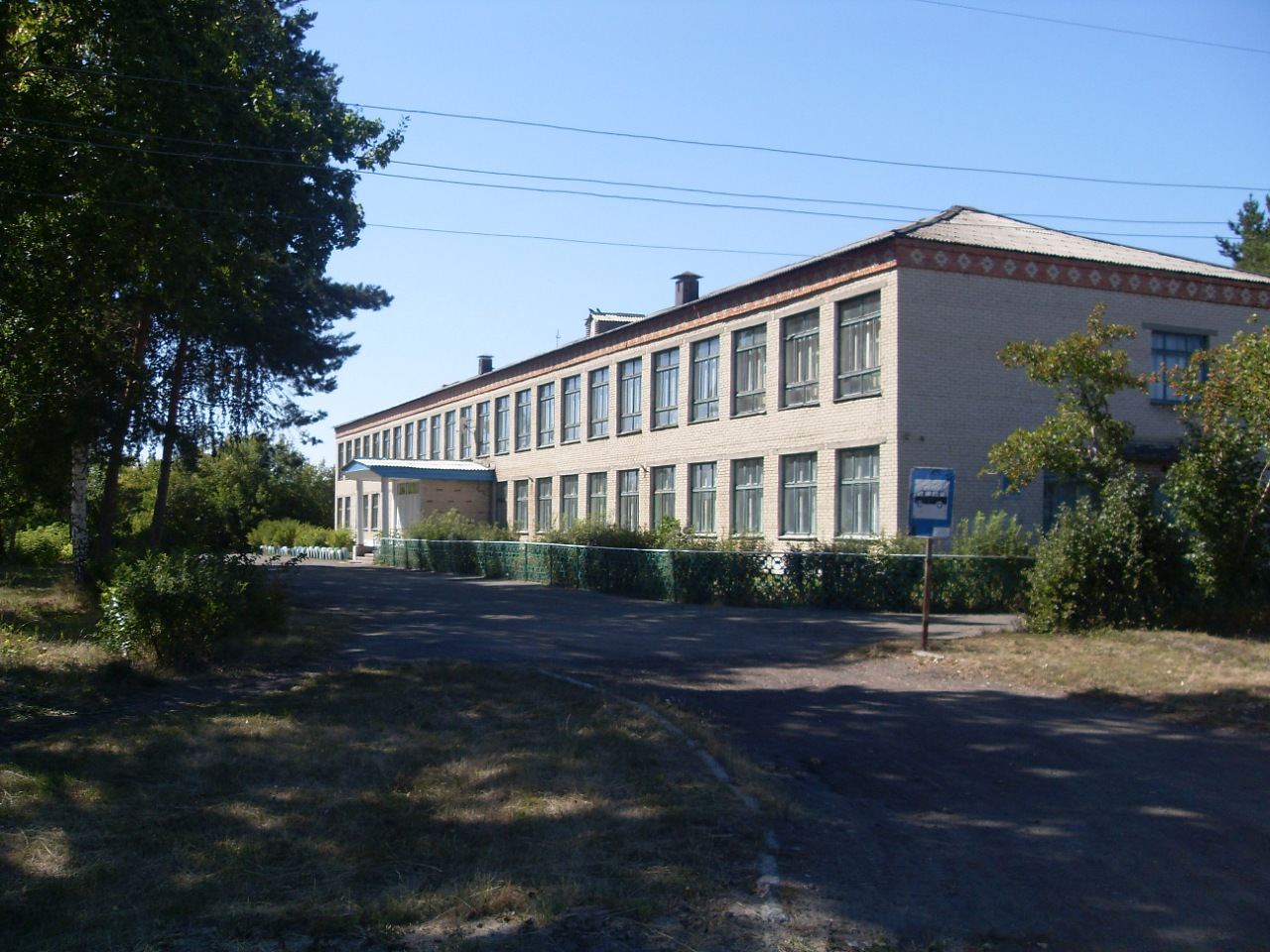
Лебедёвская средняя общеообразовательная школа